# Animal Liberation Front
Animal Liberation Front (ALF, dosł. Front Wyzwolenia Zwierząt) – międzynarodowa organizacja walcząca o prawa zwierząt, stosująca akcję bezpośrednią w ramach niekierowanego oporu. Uznawana jest przez rząd USA za terrorystyczną. Nie należy wiązać jej działań z polskim Frontem Wyzwolenia Zwierząt.

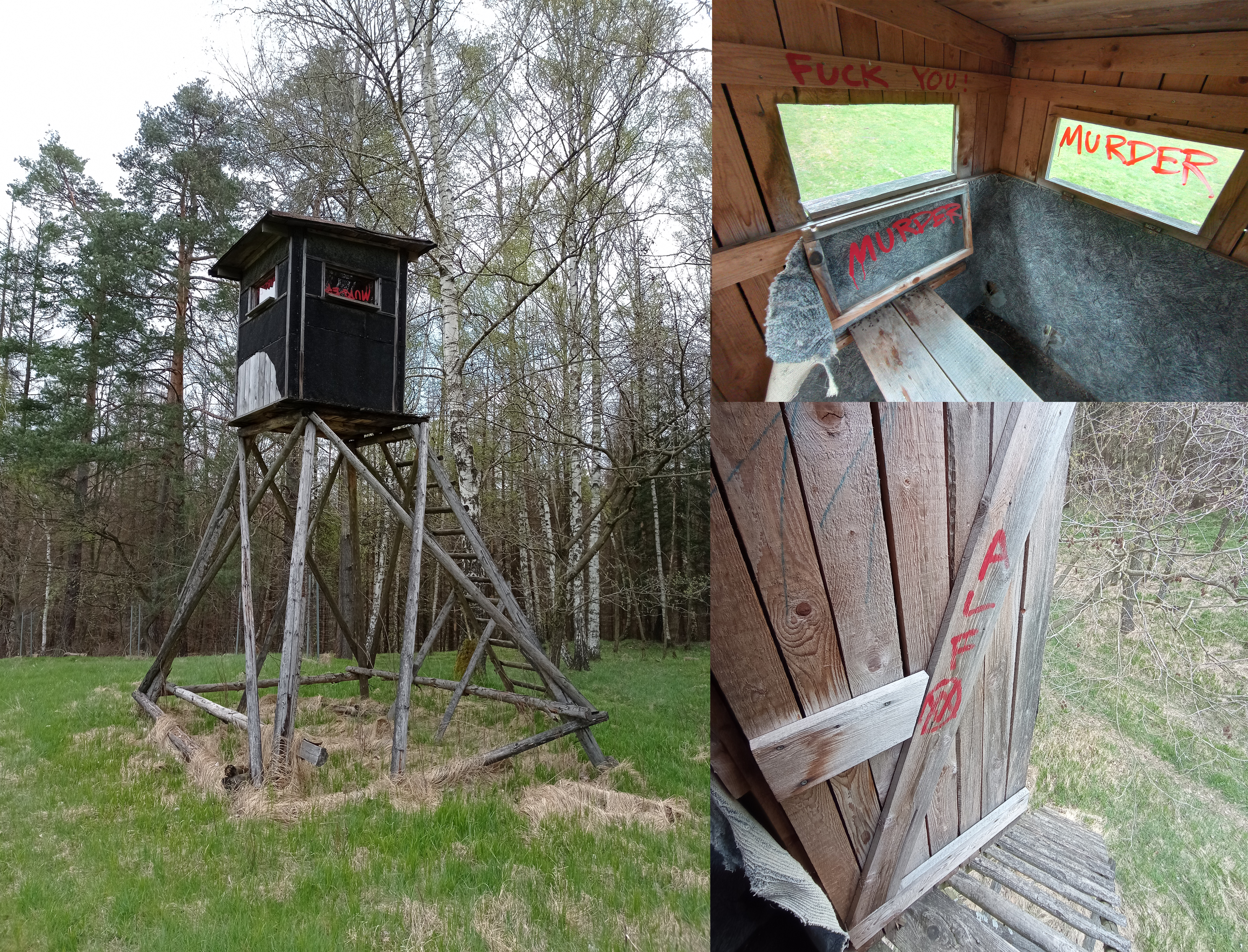
Ambona myśliwska zwandalizowana przez aktywistów ALF (Czechy, 2020)

Animal Liberation Front jest powstałym w 1976 roku ogólnoświatowym ruchem radykalnych obrońców zwierząt. Jego aktywiści prowadzą zakonspirowane akcje bezpośrednie na rzecz zwierząt. Akcje te mają na celu albo natychmiastowe uwolnienie zwierząt z miejsc, w których, zdaniem ALF, dzieje im się krzywda, albo radykalne działanie na szkodę instytucji powodujących, zdaniem ALF, to cierpienie. Stąd pochodzą akcje uwalniania zwierząt z ferm futrzarskich i hodowlanych (według ALF nie dochodzi tu do kradzieży, ponieważ uważa się zwierzęta za istoty wolne) oraz niszczenie mienia laboratorium wiwisekcyjnych, rzeźni itp. (pojmowanego przez ALF jako akcję uzasadnionej samoobrony współodczuwających). 
Według Departamentu Bezpieczeństwa Krajowego USA organizacja ALF jest odpowiedzialna za 39% ataków ekoterrorystycznych w Stanach Zjednoczonych.